# Caverna de Las Monedas

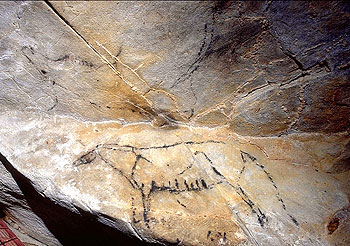

A caverna de Las Monedas (em castelhano: Cueva de Las Monedas) é um sítio arqueológico do complexo de cavernas de Monte Castillo, em Puente Viesgo Cantábria, Espanha.
Essa formação foi descoberta em 1952 por uma equipe guiada por García Lorenzo, que a faz conhecida por uma publicação anônima. Se trata de uma cavidade com um vestíbulo de escassas dimensões que dão acesso a um amplo compelxo de salas onde se encontram estalagmites, estalactites e outras formações típicas de cavernas.
O estudo mais importante sobre Las Monedas foi feito por E. Ripol, que em 1972, publicou um estudo em que se relata a aparição de materiais da Idade do Bronze e da Idade do Ferro, assim como objetos do Paleolítico e algumas moedas que tinha sido escondidas na época dos Reis Católicos. Além disso, há um grande número de pinturas rupestres de cavalos e outros animais.